# Zeilstraat
De Zeilstraat is een straat in Amsterdam-Zuid, tussen de Amstelveenseweg en de Schinkel. De Zeilstraat staat bekend als drukke, doorgaande winkelstraat. Hij ligt in het verlengde van de Koninginneweg. Sinds 1927 ligt voor de Zeilstraat een brug over de Schinkel die meestal de Zeilbrug wordt genoemd en een verbinding vormt met de Hoofddorpweg, die in het verlengde van de Zeilstraat ligt. 
De Zeilstraat werd in 1908 vernoemd naar het zeil van een zeilboot ("het doek voor de opvang van wind op vaartuigen").

## Openbaar vervoer
Sinds 1929 reed tramlijn 1 door de Zeilstraat. Tot 1948 had lijn 1 zijn eindpunt aan het Hoofddorpplein. Sinds 1948 heeft tramlijn 2 deze route overgenomen. Buslijn 15 en zijn voorganger F rijdt sinds 1950 en buslijn 62 en zijn voorganger 23 rijdt sinds 1960 door de straat.  
De halte van lijn 2 in de Zeilstraat vlak vóór de kruising met de Amstelveenseweg was tot begin 2023 de laatste halte in Amsterdam waar de passagiers niet op een vluchtheuvel in- en uitstapten, maar rechtstreeks op de rijbaan alwaar het rijdend verkeer dan met een speciaal stoplicht achter de tram moest wachten om de trampassagiers veilig te laten oversteken. Deze halte is verplaatst naar de overzijde van het kruispunt op de Koninginneweg voorbij de halte in de andere richting omdat er geen ruimte is voor vluchtheuvels tegenover elkaar.

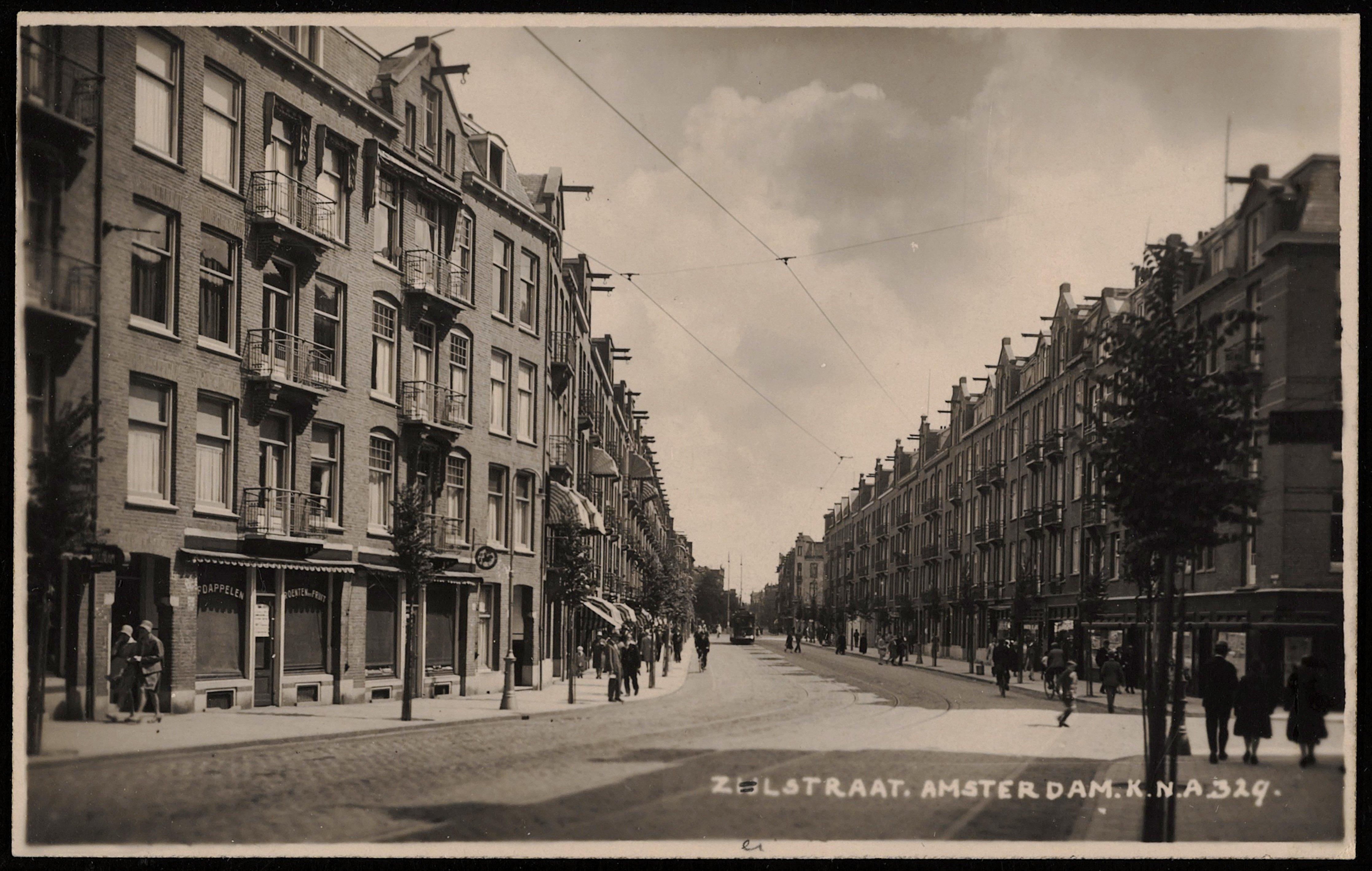
Zeilstraat in 1930 gezien in oostelijke richting
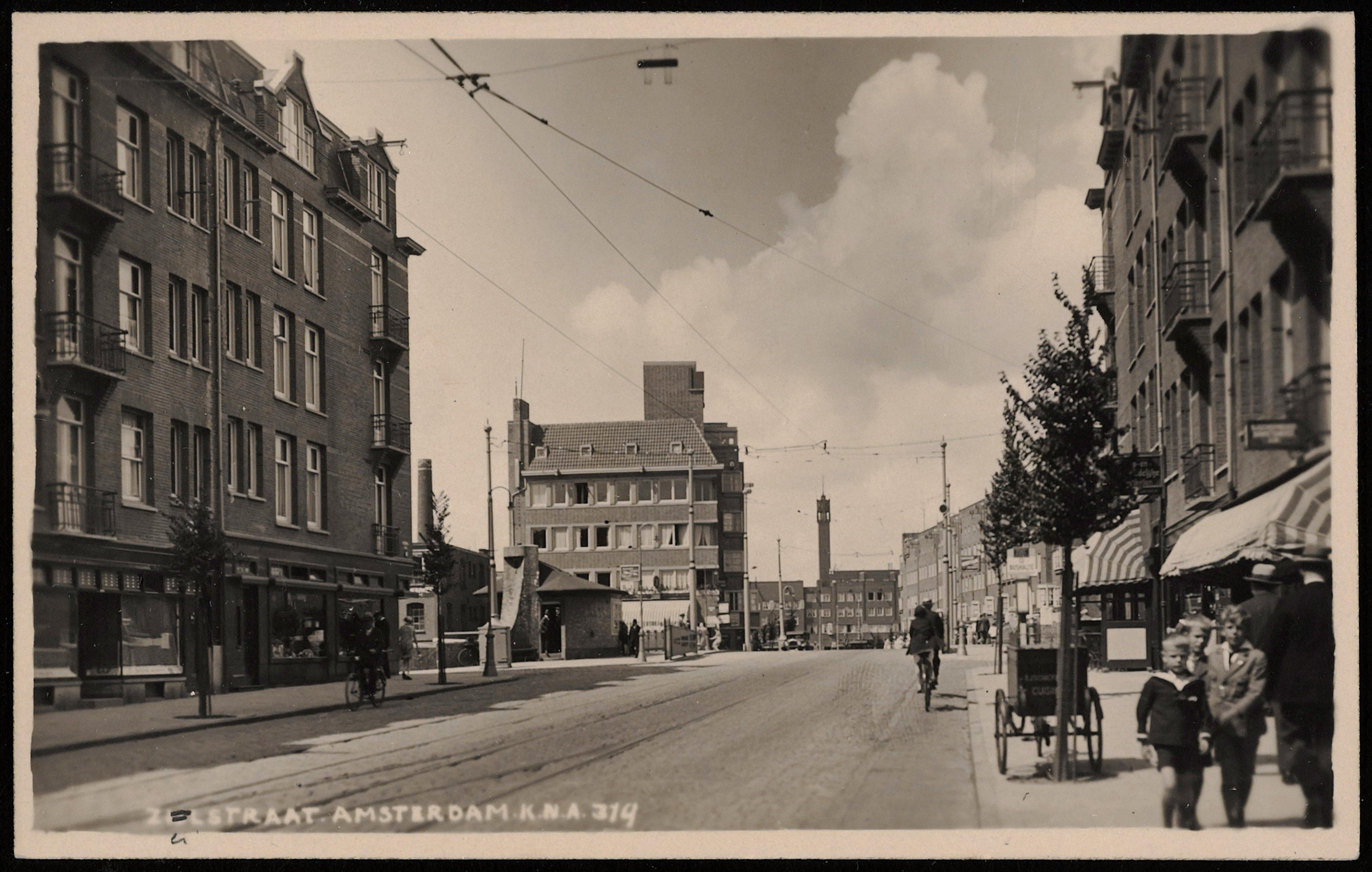
Zeilstraat in 1930 gezien in westelijke richting
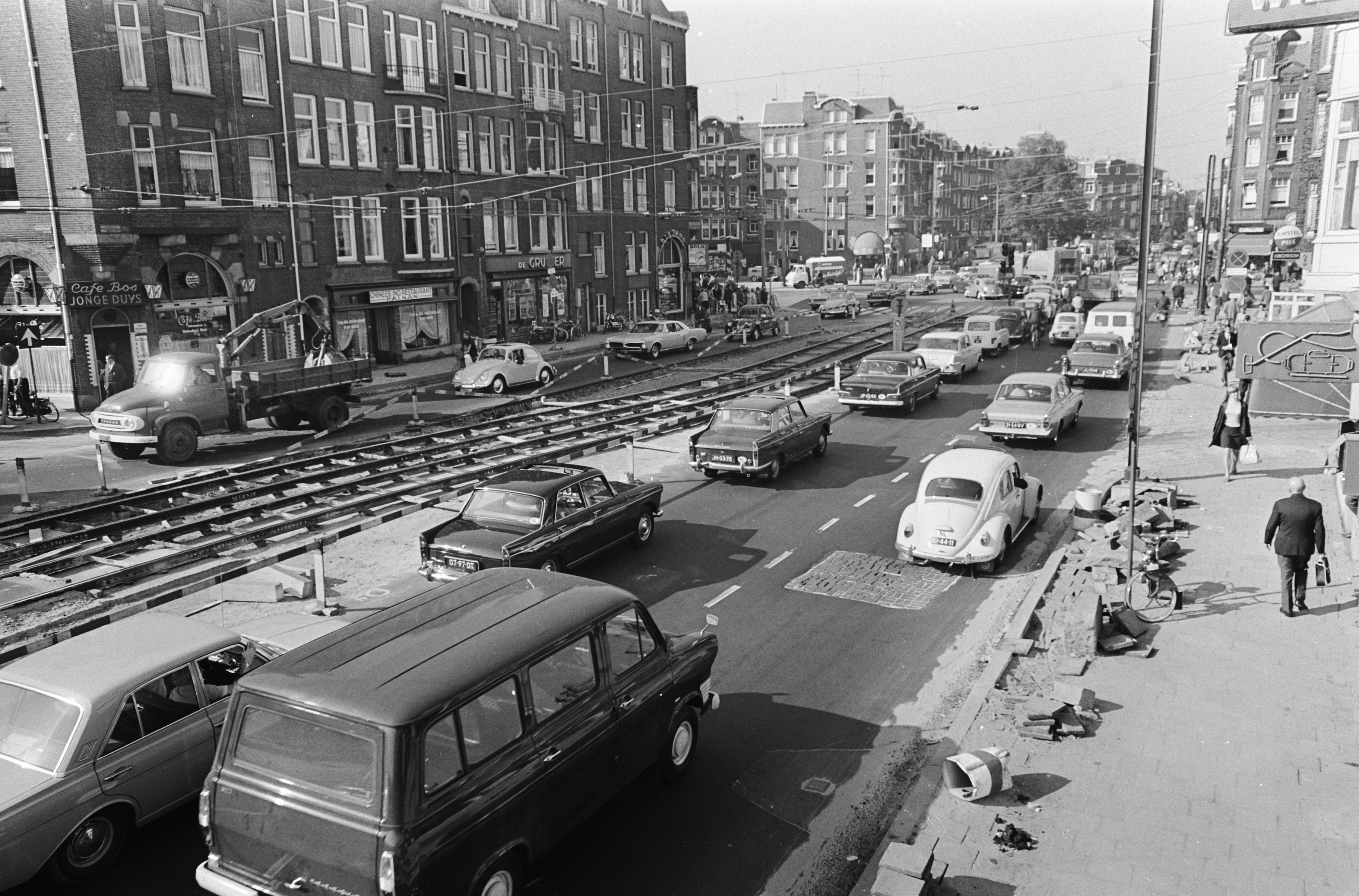
Kruising Zeilstraat-Amstelveenseweg in 1967